# Ivan Galamian
Ivan Galamian (armeni: Իվան Ղալամեան)  (Tabriz, 23 de gener de 1903 - Nova York, 14 d'abril de 1981) va ser un professor de violí armeni-americà del segle xx.

## Biografia
Galamian va néixer a Tabriz, Iran, en una família armenia. Poc després del seu naixement, la família va emigrar a Moscou, Rússia. Galamian va estudiar violí a l'Escola de la Societat Filharmònica amb Konstantin Mostras (alumne de Leopold Auer) i es va graduar el 1919. Va ser empresonat als quinze anys pel govern bolxevic. El gerent d'òpera del Teatre Bolshoi va rescatar Galamian; el gerent va argumentar que Galamian era una part necessària de l'orquestra d'òpera i, posteriorment, el govern el va alliberar. Poc després es va traslladar a París i va estudiar amb Lucien Capet el 1922 i el 1923. El 1924 va debutar a París. A causa d'una combinació de nervis, salut i afició a l'ensenyament, Galamian va acabar abandonant l'escenari per ensenyar a temps complet. Es va convertir en membre del professorat del Conservatori Rachmaninoff, on va ensenyar del 1925 al 1929. Entre els seus primers alumnes a París hi ha Veda Reynolds, la primera dona de la secció de violí de l'Orquestra de Filadèlfia, i Paul Makanowitzky.
El 1937 Galamian es va traslladar definitivament als Estats Units. El 1941 es va casar amb Judith Johnson a la ciutat de Nova York. Va començar a ensenyar violí al Curtis Institute of Music a partir del 1944 i es va convertir en el cap del departament de violí a la "Juilliard School" el 1946. Va escriure dos llibres de mètodes per a violí, Principles of Violin Playing and Teaching (1962) i Contemporary Violin Technique (1962). Galamian va incorporar aspectes de les escoles russa i francesa de tècnica del violí en el seu enfocament. El 1944 va fundar la "Meadowmount School of Music", un programa d'estiu a Westport, Nova York. L'escola ha estat operativa i ha format milers de músics de primer nivell mundial. Galamian ensenyava simultàniament a les escoles Curtis, Juilliard i Meadowmount. No es va jubilar i va mantenir un horari laboral actiu a temps complet. Va morir a l'edat de 78 anys el 1981 a la ciutat de Nova York. Posteriorment, la seva dona va assumir un paper actiu en la gestió de l'escola Meadowmount.
Els assistents docents més notables de Galamian (més tard professors distingits per si mateixos) van ser Margaret Pardee, Dorothy DeLay, Sally Thomas, Pauline Scott, Robert Lipsett, Lewis Kaplan, David Cerone i Elaine Richey.
Galamian va obtenir títols honoraris del "Curtis Institute of Music", de l'"Oberlin College" i del "Cleveland Institute of Music". Va ser membre honorari de la Royal Academy of Music, Londres.

## Treballs editats
- Bach, Concerto No. 1 (A minor). New York: International Music Company, 1960.
- Bach, Concerto No. 1 (D minor). New York: International Music Company, 1960.
- Bach, Concerto No. 2 (E major). New York: International Music Company, 1960.
- Bach, Six Sonatas and Partitas for Solo Violin. New York: International Music Company, 1971. (Includes facsimile of the original)
- Brahms, Sonatas, Op. 78, 100, 108. New York: International Music Company.
- Bruch, Scottish Fantasy, Op. 46. New York: International Music Company, 1975.
- Conus, Concerto in E minor. New York: International Music Company, 1976.
- Dont, Twenty-four Etudes and Caprices, Op. 35. New York: International Music Company, 1968.
- Dont, Twenty-four Exercises, Op. 37. New York: International Music Company, 1967.
- Dvořák, Concerto in A minor, Op. 53. New York: International Music Company, 1975.
- Fiorillo, Thirty-six Studies or Caprices. New York: International Music Company, 1964.
- Galaxy Music Company, 1963 and 1966.
- Gaviniés, Twenty-four Studies. New York: International Music Company, 1963.
- Kreutzer, Forty-two Etudes. New York: International Music Company, 1963.
- Mazas, Etudes Speciales, Op. 36 Part 1. New York: International Music Company, 1964.
- Mazas, Etudes Brilliantes, Op. 36 Part 2. New York: International Music Company, 1972.
- Paganini, Twenty-four Caprices. New York: International Music Company, 1973.
- Rode, Twenty-four Caprices. New York: International Music Company, 1962.
- Saint-Saëns, Caprice, Op. 52, No. 6. New York: International Music Company.
- Sinding, Suite in A minor, Op. 10. New York: International Music Company, 1970.
- Tchaikovsky, Three Pieces, Op. 42. New York: International Music Company, 1977.
- Vivaldi, Concerto in A minor. New York: International Music Company, 1956.
- Vivaldi, Concerto in G minor, Op. 12, No. 1. New York: International Music Company, 1973.
- Vivaldi, Concerto for Two Violins in D minor, Op. 3, No. 11. New York: International Music Company, 1964.
- Vivaldi, Concerto for Two Violins in A minor. Piccioli-Galamian, New York: International Music Company, 1956.
- Vieuxtemps, Concerto No. 5 in A minor, Op. 37, New York: International Music Company, 1957.
- Wieniawski, Concerto No. 2 in D minor, Op. 22. New York: International Music Company, 1957.
- Wieniawski, Ecole Moderne, Op. 10. New York: International Music Company, 1973.

## Publicacions
- Ivan Galamian; Frederick Neumann (1966). Contemporary Violin Technique, Volume 1. Galaxy Music Corp.
- van Galamian; Frederick Neumann (1966). Contemporary Violin Technique, Volume 2. Galaxy Music Corp.
- Ivan Galamian; Elisabeth Green (1964). Principles of Violin Playing and Teaching. Faber & Faber.

Els principis del llibre sobre el joc i l'ensenyament del violí es tradueixen a diversos idiomes del món. La versió xinesa la fa el professor Peter Shi-xiang Zhang, espanyol de Renato Zanettovich, persa del doctor Mohsen Kazemian.